# Elecciones generales de Senegal de 1978
Las elecciones generales de Senegal de 1978 se realizaron el 26 de febrero del mismo año, donde el presidente en ejercicio, Léopold Sédar Senghor logró ser reelegido en primera ronda electoral. En la oportunidad además coincidió la elección de la Asamblea Nacional, donde se renovaron los 100 escaños parlamentarios.

## Sistema electoral

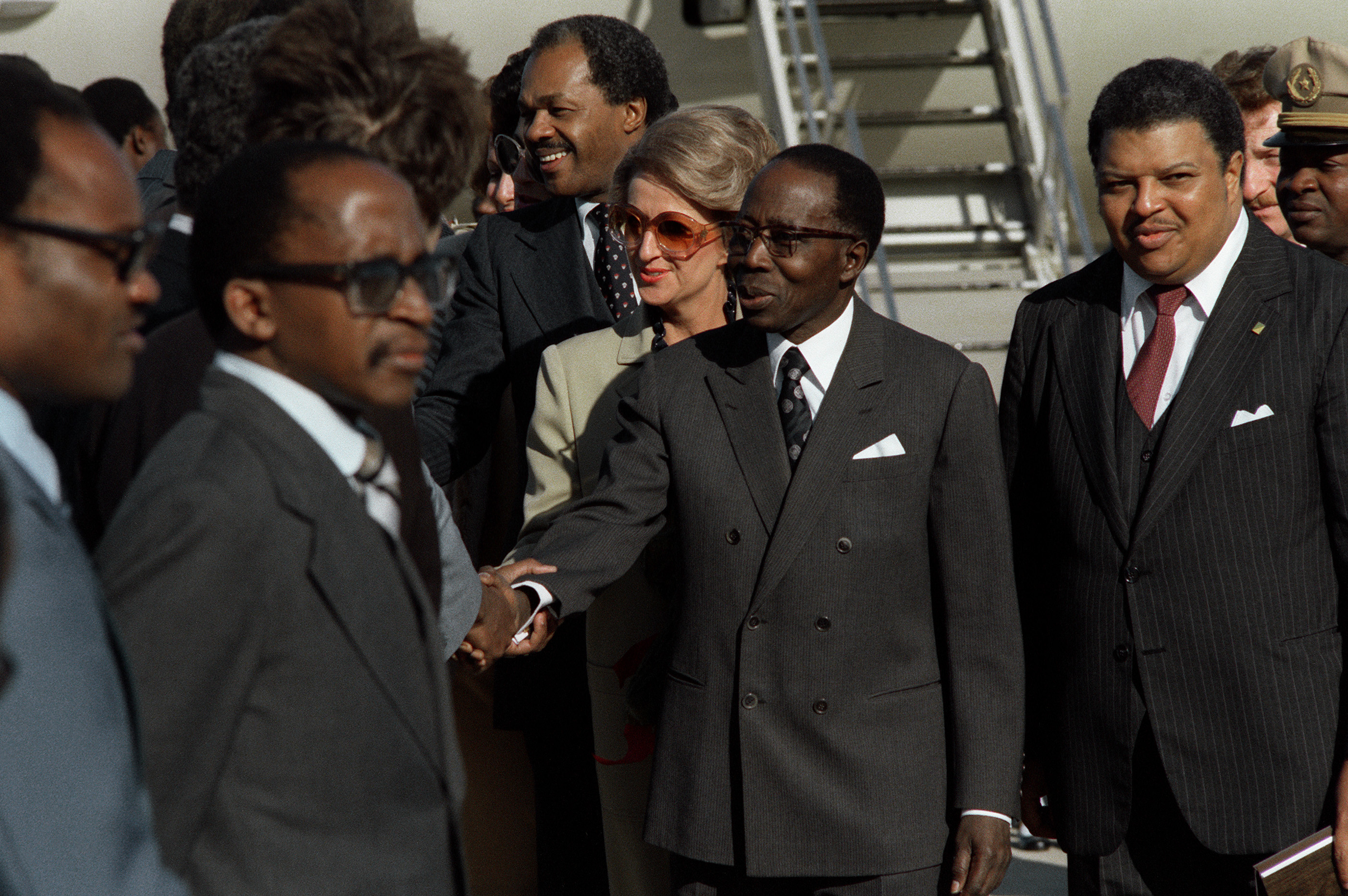
Presidente Léopold Senghor en visita oficial a Estados Unidos (1980).

Son ciudadanos con derecho a votos todos los mayores de 21 años que gocen de sus plenos derechos y libertades. Los miembros de las fuerzas armadas y de orden, funcionarios de aduana y penitenciaría, mientras ejerzan sus cargos quedan excluidos de su derecho a voto. La inscripción es obligatoria, pero el voto es voluntario.
La Asamblea Nacional se compone por 120 escaños, elegidos bajo sistema mixto de proporcionalidad y cifra repartidora. A las listas parlamentarias se les exige un depósito efectivo el que es devuelto solo a los partidos políticos que obtengan más del 5% de los sufragios.
El Presidente de la República se elige por mayoría absoluta. Si ningún candidato logra superar el 50% se debe efectuar una segunda vuelta o balotaje, entre los dos mayorías relativas.

## Campaña
Estas elecciones, fueron las primeras multipartidistas en Senegal. Hasta estas elecciones, el Presidente de la República era escogido bajo la lógica del Partido Único, el Partido Socialista Senegalés. En 1974 se fundó el Partido Democrático Senegalés, con ideas de centro-derecha. También se formó a raíz de la apertura democrática una colectividad marxista-leninista, el Partido de la Independencia Africana (PAI), que fueron las tres fuerzas políticas que disputaron el dominio de la Asamblea Nacional.
El nuevo Código Electoral, que abrió la política al pluralismo, modificó entonces el sistema de proporcionalidad electoral para la elección de la Asamblea Nacional. Antes se realizaba por mayoría relativa entre los candidatos propuestos por el partido único.
Se estableció un período de campaña de 15 días, los cuales fueron financiados por el Estado y se propuso la igualdad de acceso a todos los candidatos a radio y televisión. Lo cual se respetó de cierto modo, ya que los comités ejecutivos de los medios de comunicación estatales estaban dominados por miembros del Partido Socialista Senegalés, los cuales eran parciales al momento de definir los espacios que tendría la oposición, situación que el Partido Democrático Senegalés denunció durante toda la campaña y posteriormente ante órganos internacionales.

## Resultados

### Presidenciales
|  | 99,4 % |

|  | 0,6 % |

|  | 100,0 % |

|  | 63,1 % |

|  | 82,2 % |

|  | 17,8 % |

### Parlamentarias
|  | 99,3 % |

|  | 0,7 % |

|  | 100,0 % |

|  | 62,2 % |

|  | 81,74 % |

|  | 17,88 % |

|  | 0,38 % |